# Carl Gripenstedt (fäktare)
Carl Gripenstedt, född 23 februari 1893 i Stockholm, död 30 april 1981 i Odensbacken, var en svensk friherre, militär och olympier (fäktare).
Gripenstedt avlade studentexamen i Stockholm 1911 och officersexamen 1913. Han blev underlöjtnant vid Svea artilleriregemente sistnämnda år och löjtnant 1916. Gripenstedt genomgick Artilleri- och ingenjörhögskolan 1916 och Krigshögskolan 1920. Han blev kapten på övergångsstat vid regementet 1927 och tjänstgörande hovjägmästare 1934. Gripenstedt var förvaltare av Brevens bruk 1928–1932 och innehavare av Bystads fideikommiss med Brevens bruk 1932–1956. Han invaldes som ledamot av Skogs- och lantbruksakademien 1956. Gripenstedt deltog vid de olympiska sommarspelen 1920 och 1924. Han blev riddare av Vasaorden 1937 och av Nordstjärneorden 1943 samt kommendör av Vasaorden 1955.
Carl Gripenstedt tillhörde ätten Gripenstedt. Han var son till Carl Gripenstedt samt bror till fäkterskan Ebba Gripenstedt.  Carl Gripenstedt blev friherre vid faderns död 1935. Han gifte sig 21 juli 1920 på Ferna bruk med Anna Nordenfalk, dotter till friherre Johan Axel Nordenfalk och Hedvig, född Reuterskiöld.